# Dunkelbock

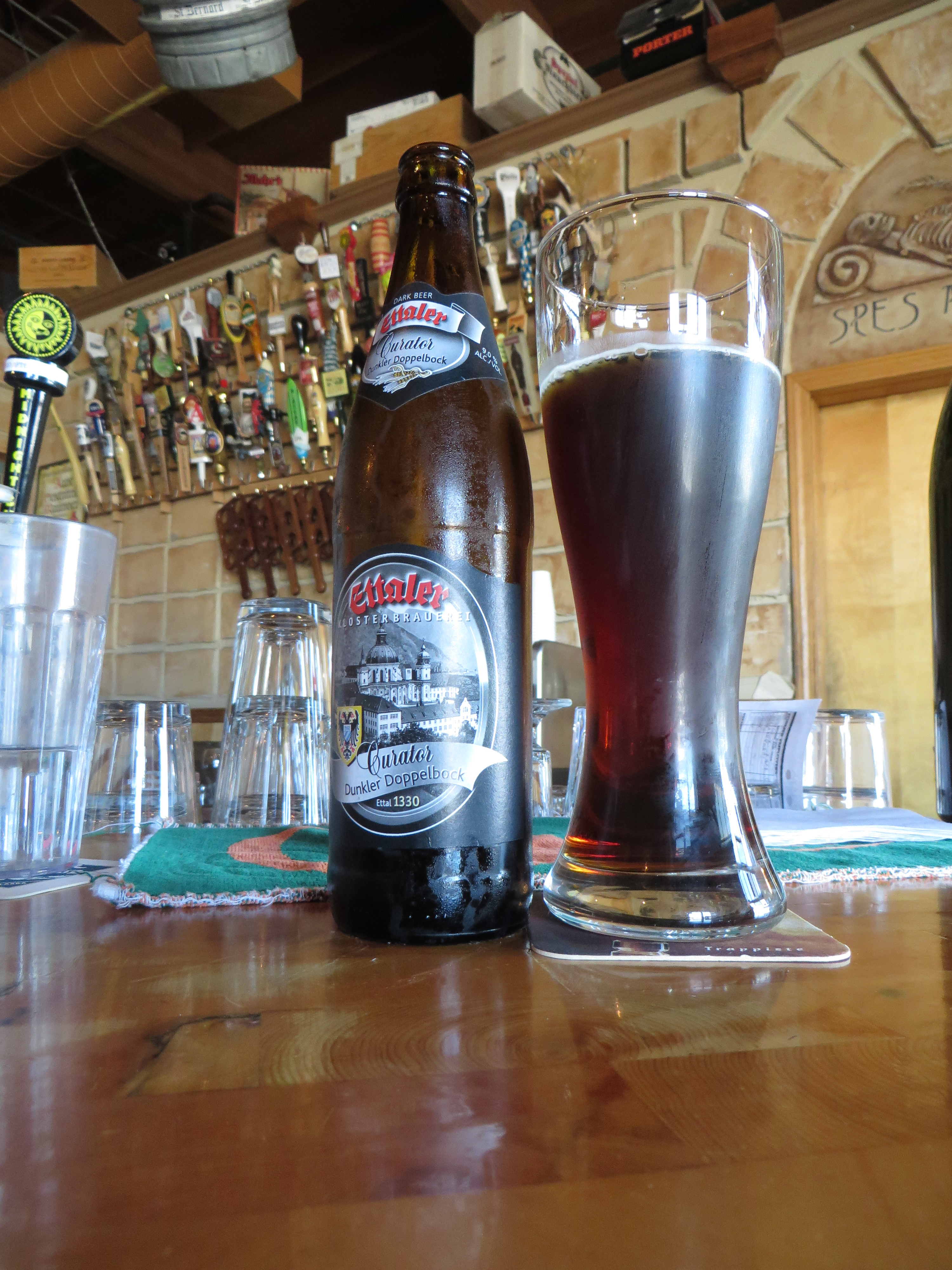

Als Dunkelbock (auch Dunkler Bock) bezeichnet man eine Variante des Bockbiers. Es wird wie normale Bockbiere gebraut, jedoch wird der Maische eine geringe Menge an Röstmalz beigefügt, der die Färbung bewirkt. Die Menge an Röstmalz ist dabei jedoch so gering, dass kein ausgeprägter Röstmalzcharakter wie z. B. beim Porter entsteht. Dunkelbocks mit höheren Alkohol- und Stammwürzegehalt werden auch Dunkeldoppelbock genannt. Das Bier wird als vollmundig im Körper, im Abgang kräftig und malzig, aber nicht süß beschrieben.